# 勒蒙泰伊
勒蒙泰伊（法語：Le Monteil，法語發音：[lə mɔ̃tɛj]）是法国上卢瓦尔省勒皮区的一个市镇，位于勒皮市区东北，卢瓦尔河右岸。

## 地理
勒蒙泰伊（45°3'56"N, 3°54'53"E）面积2.22 平方千米，位于法国奥弗涅-罗讷-阿尔卑斯大区上盧瓦爾省，该省份为法国中南部省份，北起多姆山省和卢瓦尔省，西接康塔爾省，南至洛泽尔省，东临阿尔代什省。
与勒蒙泰伊接壤的市镇（或旧市镇、城区）包括：布里沃-沙朗萨克、沙德拉克、沙斯皮尼亚克、波利尼亚克、圣日耳曼拉普拉德。

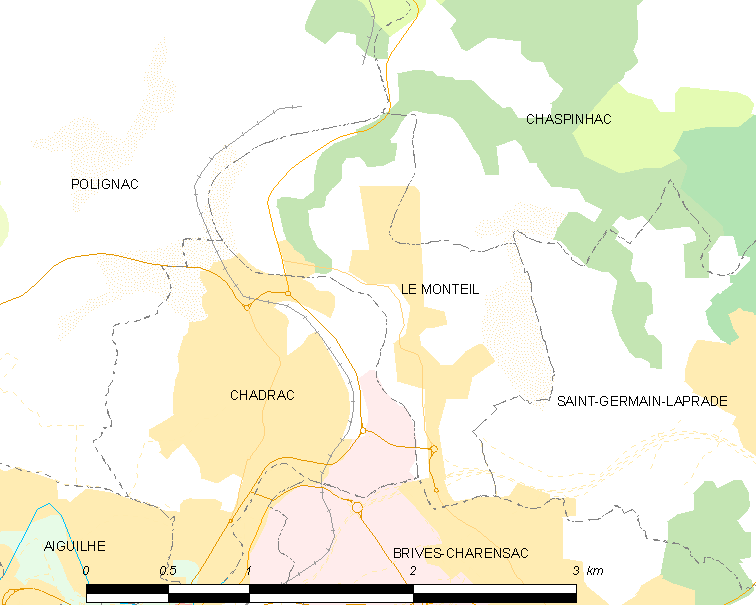
勒蒙泰伊的OSM定位图

勒蒙泰伊的时区为UTC+01:00、UTC+02:00（夏令时）。

## 行政
勒蒙泰伊的邮政编码为43700，INSEE市镇编码为43140。

## 政治
勒蒙泰伊所属的省级选区为勒皮第二县。

## 人口

1962-2008年间勒蒙泰伊人口变化图示

勒蒙泰伊于2022年1月1日时的人口数量为677人。